# Wyborgskaja
Wyborgskaja (ros. Вы́боргская) – siódma stacja linii Kirowsko-Wyborskiej, znajdującego się w Petersburgu systemu metra.

## Charakterystyka
Stacja Wyborgskaja została oficjalnie oddana do użytku 22 kwietnia 1975 roku i jest to stacja o typie głębokim kolumnowym. Autorami projektu architektonicznego stacji są: A. W. Żuk (А. В. Жук), W. F. Drozdow (В. Ф. Дроздов), J. A. Żuk (Е. А. Жук), A. S. Gieckin (А. С. Гецкин), W. P. Szuwałowa (В. П. Шувалова), W. G. Chilczenko (В. Г. Хильченко). Stacja posiada dwa wejścia, jedno od strony prospektu Lesnoj, drugie natomiast prowadzi z jednego z najdłuższych w mieście przejść podziemnych dla pieszych. Oryginalne plany zakładały zbudowanie tutaj stacji typu płytkiego, lecz ostatecznie zdecydowano się na głęboką stację kolumnową. Jej nazwa pochodzi od historycznej Dzielnicy Wyborskiej, na terenie której znajduje się stacja, a dekoracje stacji związane są z tradycjami miejscowego proletariatu i ruchu robotniczego. Posadzki wyłożone zostały szarymi płytami granitowymi, sklepieniu natomiast nadano formę półkolistą o barwie białej. Ściany i kolumny wykończono trawertynem, któremu nadano zabarwienie w odcieniach różu i beżu. Jedną ze ścian zdobi relief przedstawiający zrewoltowanych robotników wyborskich. Odległość od wejścia na teren stacji do peronów jest dość długa i kręta, tworząca literę "S".
Wyborgskaja położona jest na głębokości 67 metrów. Ruch pociągów na stacji odbywa się od godziny 5:45 do godziny 0:30 i w tym czasie jest ona otwarta dla pasażerów.